# Boris de Rachewiltz
Boris de Rachewiltz (in russo де Рачевильц?; Roma, 12 febbraio 1926 – Castel Fontana, 3 febbraio 1997) è stato un egittologo, archeologo ed etnologo italiano.

## Biografia

### Studi
Il principe di padre italiano e madre italo-russa Boris de Rachewiltz (Boris Luciano degli Arodis de Rachewiltz, nato Luciano Baratti) si è specializzato in egittologia presso il Pontificio Istituto Biblico di Roma (1951-1955) e l'Università del Cairo (1955-1957), dove è stato l'assistente del professor Ludwig Keimer al "Centro di Documentazione" dell'UNESCO, e dopo la sua morte ha continuato il suo metodo comparativo tra archeologia e etnologia creando nel 1969 la "Fondazione Ludwig Keimer" di Basilea. Nello stesso anno è stato nominato professore titolare della cattedra di archeologia orientale dell'Università di Giordania.

### Attività
Ha diretto diverse campagne di scavi archeologici e ricerche etnologiche in Egitto, Giordania e Sudan. Qui ha scoperto le antiche città di Nubit e Sigilmassa. Ha insegnato egittologia e etno-archeologia presso la Pontificia Università Urbaniana, oltre a tenere alcuni corsi in diverse università degli Stati Uniti, e dal 1970 al 1973 è stato presidente dell'Istituto Ticinese di Alti Studi a Lugano. È autore di più di venticinque volumi scientifici in diverse lingue riguardanti gli studi egittologici e archeo-etnologici. Tra l'altro, è stato un esoterista, si è occupato della trascrizione e traduzione del Papiro Tulli, rivelatosi poi una bufala. Coimputato nel 1994 in un processo a militanti di estrema destra è risultato poi assolto per non aver commesso il fatto. Nel 2010 è stato appurato che de Rachewiltz fu, per un certo tempo, collaboratore del SISDE, portando il nome in codice Brando.
Boris de Rachewiltz è sepolto a Roma, nel Cimitero del Verano.

### Famiglia
Nel 1946 ha sposato Mary, la figlia del poeta Ezra Pound e di Olga Rudge. Pound, che a partire dal 1925 visse a Rapallo, nel 1958, dopo il suo rilascio dal St. Elizabeths Hospital, fu ospitato da Boris e Mary nel loro castello di Brunnenburg in Trentino-Alto Adige, e lì scrisse alcune delle parti più tarde dei Cantos.
I loro figli, Siegfried Walter e Patrizia, sono entrambi scrittori, Siegfried scrive sul Tirolo storico.

## Letteratura
Boris de Rachewiltz è il modello del personaggio immaginario dell'egittologo Boris van Arandij nel romanzo giallo storico-esoterico di Manuela Maddamma Lascia che guardi.

## Opere
- 1954, Il Papiro Magico Vaticano
- 1954, Introduzione allo studio della religione egiziana
- 1954, Due scarabei egiziani con iscrizioni crittografiche
- 1954, Massime degli antichi egiziani (Maxims of the Ancient Egyptians, tradotto in inglese nel 1987 da Guy Davenport)
- 1955, Liriche amorose degli antichi egiziani
- 1957, Scarabei dell'antico Egitto
- 1958, Il libro dei morti degli antichi egiziani
- 1958, Incantesimi e scongiuri degli antichi egiziani
- 1958, Incontro con l'arte egiziana  (An Introduction to Egyptian Art, tradotto in inglese nel 1960 da R. H. Boothroyd)
- 1958, Vita nell'Antico Egitto
- 1959, Massime degli antichi Egizi
- 1959, Il Libro egizio degli Inferi
- 1959, Incontro con l'arte africana (Introduction to African Art, tradotto in inglese nel 1966 da Peter Whigham)
- 1960, The rock tomb of Irw-K3-Pth
- 1961, Egitto magico religioso
- 1961, I Miti e i luoghi dell'antico Egitto
- 1962, Testi e simboli magici egiziani
- 1963, Eros nero. Costumi sessuali in Africa dalla preistoria ad oggi (Black Eros: Sexual Customs of Africa from Prehistory to the Present Day, tradotto in inglese nel 1964)
- 1964, I processi di re Pinegem
- 1965, La Valle dei Re e delle Regine (Forma e colore: 37)
- 1966, Amuleti dell'Antico Egitto
- 1983, Sesso magico nell'Africa nera
- 1984, Segni e formule nella magia dell'antico Egitto
- 1987, Gli antichi Egizi. Immagini, scene e documenti di vita quotidiana
- 2000, I miti egizi
- 2008, L'elemento magico in Ezra Pound (Per gli 80 anni del poeta. Scheiwiller editore)

Ha inoltre curato in collaborazione con altri studiosi i seguenti scritti:
- 1990, L'occhio del faraone (con Oliver y Gomez Valenti)
- 1995, 7 Greeks (con Guy Davenport)
- 1999, Roma Egizia. Culti, templi e divinità egizie nella Roma Imperiale (con Anna Maria Partini)